# Districte de Grassa
El Districte de Grassa és un dels dos districtes del departament francès dels Alps Marítims, a la regió de Provença-Alps-Costa Blava. Té 19 cantons i 62 municipis. El cap del districte és la sotsprefectura de Grassa.

## Cantons
cantó d'Antíbol-Biòt - cantó d'Antíbol Centre - cantó de Lo Bar de Lop - cantó de Canha de Mar Centre - cantó de Canha de Mar Oest - cantó de Canes Centre - cantó de Canes Est - cantó de Lo Canet - cantó de Carròs - cantó de Corsegolas - cantó de Grassa Nord - cantó de Grassa Sud - cantó de Mandaluec-Canes Oest - cantó de Mogins - cantó de Sant Auban - cantó de Sant Laurenç de Var-Canha de Mar Est - cantó de Sant Valier - cantó de Valàuria-Antíbol Oest - cantó de Vença